# Dějiny Lvova (1918–1939)

Polský znak Lvova

Dějiny města Lvov mezi lety 1918 a 1939, po skončení první a před vypuknutím druhé světové války, byly charakterizovány krátkým obdobím násilných přechodů města pod kontrolu různých znesvářených stran ozbrojených konfliktů, následované obdobím mírového rozvoje, když se po roce 1921 město stalo součástí Polska.
První konflikt nastal, když na území Lvova vyhlásili Ukrajinci Západoukrajinskou republiku. Ten vyústil v povstání polské většiny obyvatel města. Po osvobození byli Poláci velmi rezervovaní vůči Židovské menšině, což vedlo k prvnímu novodobému lvovskému pogromu v roce 1918.
V pozdější době došlo ke střetu Sovětů a Poláků a nepovedeným pokusům Lvov obsadit. V meziválečném období pak došlo k rozvoji kultury a hospodářství. Ze strany polské vlády byla v tomto období prováděna politika polonifikace města. Za druhé světové války bylo město obléháno Rudou armádou a 1. horskou divizí nacistického Německa. Posádka měla příkaz nedovolit nepříteli obsadit město, aby tak neumožnili nepříteli vstoupit do Rumunského předmostí. Lvov a celá východní polovina Polska po nezdařené obraně připadla Sovětskému svazu.

## Polsko-ukrajinský konflikt

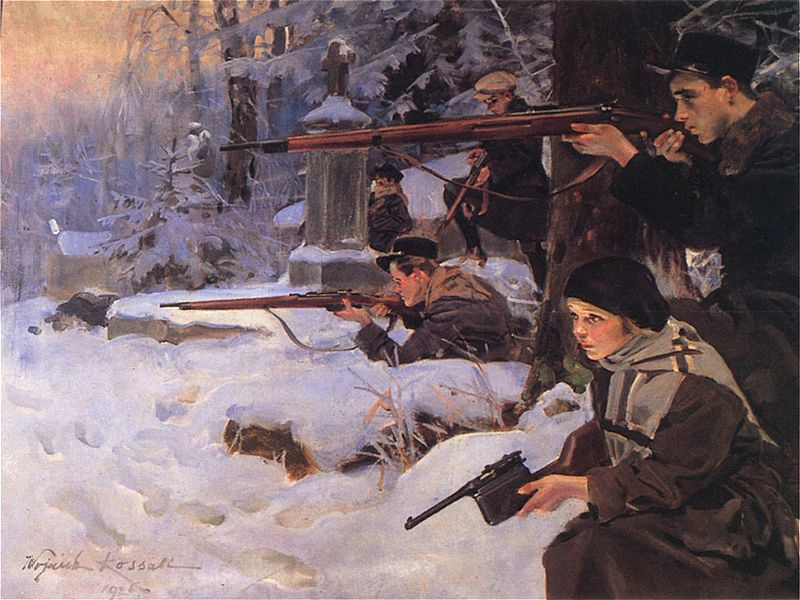
"Lvovská orlata - Obrana hřbitova" od Wojciecha Kossaka (1926). Olejomalba, Polské vojenské muzeum, Varšava.
Malba zobrazuje polské mladíky bojující ve Lvovském povstání proti republice západních Ukrajinců.

Když Rakousko-Uherská vláda 18. října 1918 padla, byla založena Ukrajinská národní rada (Rada), sestavená z ukrajinských členů rakouského parlamentu a regionální haličské a bukovinské šlechty, stejně jako z předsedů ukrajinských politických stran. Rada oznámila, že usiluje o separaci a sjednocení západní Ukrajiny. Když Poláci postupovali s převzetím Lvova a východní Haliče, kapitán Dmytro Vitovsky vedl skupinu mladých ukrajinských důstojníků do rozhodující akce a během noci ze dne 31. října - 1. listopadu převzali Ukrajinci kontrolu nad městem. Západoukrajinská republika byla vyhlášena 1. listopadu 1918 se Lvovem jako hlavním městem. Vyhlášení republiky bylo překvapení pro Poláky, kteří ve městě zastupovali většinu. Poláci také považovali nové území ZUR za polské. Takže zatímco ukrajinští obyvatelé nadšeně podporovali vyhlášení a městská židovská minorita je přijala, nebo vůči němu zůstala neutrální, polští obyvatelé byli šokovaní z ocitnutí se v ukrajinském státě. 
Ihned se drtivá většina polských obyvatel, čítající přes 200 000 lidí, vzbouřila. 1 400 dospívajících ukrajinských venkovanů, kteří byli součástí posádky Lvova, byli dezorientovaní a nebyli schopni potlačit povstání.  Poláci rychle převzali kontrolu nad centrem města. Jelikož nebylo možno proniknout do centra, Ukrajinci začali s obléháním města bráněným nepravidelnými silami včetně “Lvovských orlat“. Poté, co Spojenecká komise v Paříži odsouhlasila návrat polské správy, dokud se její budoucnost nevyřešila poválečnou smlouvou, nebo referendem, regulérní polská vojska dosáhla města 19. listopadu a 22. listopadu byla ukrajinská vojska donucena k odchodu. Když polské síly převzaly město, Poláci začali krást a vypalovat většinu židovských a ukrajinských čtvrtí města, přičemž v průběhu pogromu zabili zhruba 340 civilistů.
V následujících měsících byly další oblasti Haliče, původně kontrolované Západoukrajinskou republikou, obsazeny, což efektivně vedlo k zániku veškeré moci Západoukrajinské vlády. Polsko spolu se Symonem Petljurou uzavřelo Varšavskou smlouvu, i přes silné hlasy západních Ukrajinců. Ta uznávala polskou kontrolu nad městem a okolím výměnou za vojenskou pomoc Petljurovi v boji proti bolševikům.

## Polsko-sovětská válka
Během Polsko-sovětské války (1920) bylo město napadeno Rudou armádou vedenou Alexandrem Jegorovem. Od poloviny června se snažila 1. jízdní armáda Semjona Michajloviče Buďonnyje dosáhnout města z východu a severu. Ve stejnou dobu připravoval Lvov obranu. Obyvatelé připravili a plně vybavili tři pěchotní a dva jízdní regimenty a stejně tak postavili obranné linie. Město bylo bráněno ekvivalentem třech polských divizí doprovázenou jednou ukrajinskou pěchotní divizí. Nakonec skoro po měsíci těžkých bojů přešla 16. srpna Rudá armáda Západní Bug a s pomocí dalších 8 divizí začala s ofenzívou na město Lvov. Boje si žádaly mnoho ztrát na obou stranách, ale po třech dnech byl útok ukončen a Rudá armáda se stáhla. Za hrdinskou obranu byla městu udělena medaile Virtuti Militari.

## Meziválečné období
Po uzavření Rižské mírové smlouvy zůstalo město v Polsku jako hlavní město Lvovského vojvodství. Město, které bylo třetím největším Polska, se stalo jedním z nejvýznamnějších center vědy, sportu a kultury. Např. Lvovská matematická škola zaručila městu bohatou matematickou tradici; zachovala zápisník problémů a důsledků vytvořené ve Skotské Kavárně.
Během meziválečného období vzrostla celková populace z 219 000 obyvatel v roce 1921 na 312 000 v roce 1931 a kolem 318 000 obyvatel v roce 1939. Ačkoli Poláci tvořili většinu, Židé představovali více než jednu čtvrtinu veškeré populace Lvova a stejně tak i Ukrajinci. Byly tu také další menšiny, nevyjímaje Němce, Armény, Karaimy a Gruzínce, možná že tak početně nevýznamné, ale stále obohacující multikulturní charakter a dědictví. Město bylo hned po Varšavě druhé nejdůležitější z hlediska kultury a akademiky (ve školním roce 1937/38 zde bylo 9 100 studentů navštěvující 5 vysokých škol zahrnující proslulou univerzitu a její institut technologie).
Společně s Poznaní, byl Lvov polské veletržní centrum, s mezinárodně proslulými Targi Wschodnie (Východními trhy), které se konaly každoročně od roku 1921, a zajistily Lvovu hospodářský růst.
Současně polská vláda snížila práva Ukrajinců v dané oblasti uzavřením několika ukrajinských škol, nebo přeměněním Ukrajinců v bilingvní Poláko-Ukrajince, kteří byli, de-facto, Poláci. Na univerzitě byly všechny ukrajinské fakulty, kromě fakulty rusínského jazyka, zavřeny. Většina ukrajinských profesorů obdržela výpověď a přijímání Ukrajinců bylo omezeno; v reakci na to byla vytvořena ilegální univerzita ve Lvově a Ukrajinská univerzita ve Vídni (později přesunuta do Prahy). V oficiálních dokumentech byly nahrazeny názvy Ukrajinci, apod. názvem "Rusíni". Tento čin pobouřil mnoho Ukrajinců. 
Polská vláda se také snažila Lvov "popolštit". Na rozdíl od časů nadvlády Rakouského císařství, kdy množství veřejných průvodů nebo ostatních kulturních akcí odpovídalo každé kulturní skupině, v meziválečném období bylo umístěno několik omezení na takovéto kulturní akce Židů a Ukrajinců. Oslavy Obrona, polské obrany města Lvov, se staly hlavní polskou veřejnou oslavou. Ty byly sjednocené s tradičními oslavami všech svatých v časném listopadu. Vojenské přehlídky a oslavy památky na bitvy polských jednotek, které bojovaly proti Ukrajincům v roce 1918, se staly častými a to vedlo k postavení Památníku polským obráncům v městském Łyczakowském hřbitově. Polská vláda podporovala představu Lvova jako základny proti východním "hordám". 

## Počátek druhé světové války
Nacistické Německo 1. září 1939 napadlo Polsko a německá 1. horská divize dosáhla předměstí Lvova 12. září a začala s obléháním. Posádka ve městě dostala příkaz vydržet za každou cenu, aby zabránili nepříteli vstoupit do Rumunského předmostí. Skupina polských vojáků z centrálního Polska se snažila dosáhnout města a zorganizovat obranu, aby získali čas na seskupení před další ofenzívou Rudé armády. Proto začala desetidenní obrana města, která se později stala známou jako bitva o Lvov. 19. září začala neúspěšná akce, jejímž cílem bylo upoutat pozornost nepřítele, pod velením Generála Władysława Langnera. Sovětská vojska (část vojska která měla podle Paktu Ribbentrop–Molotov napadnout Lvov) nahradila Němce, kteří obklíčili město. 21. září se Langner formálně vzdal sovětským vojskům pod velením maršála Semjona Timošenka. Sověti a nacisté si mezi sebou rozdělili Polsko pro sebe a zmanipulované hlasování[zdroj⁠?!] zapříčinilo pohlcení Polska, které bylo okupováno sověty, Ukrajinskou SSR. Židé a Ukrajinci zprvu jásali a byli rádi za sovětský převrat, jehož cílem bylo ochraňovat ukrajinské obyvatelstvo. 

## Časová osa
- 1. listopad 1918 – vyhlášení Západoukrajinské republiky ukrajinskými politiky, převzetí moci z rukou rakouského místodržitele a obsazení města oddíly rakousko-uherské armády složených z Ukrajinců. Na to většinově polské obyvatelstvo města odpovědělo ozbrojeným povstáním.
- 1. až 22. listopad 1918 – boje ve městě mezi Poláky a Ukrajinci během Polsko-ukrajinské války. Město bylo ubráněno díky ohromnému úsilí dětí a mládeže z organizace ("Lvovská Orlata"), která bránila město před ukrajinskou armádou. Pokusy o dobytí Ukrajinskou haličskou armádu trvaly do června roku 1919, poslední ukrajinské oddíly byly odraženy po příchodu polské armády.
- 21. až 23. listopad 1918 – ihned po odchodu ukrajinských vojsk proběhl ve městě pogrom v židovské čtvrti. Zemřelo při něm 76 Židů a mnoho dalších bylo zraněno. Poničeny a vyrabovány byly také židovské obchody, byty a modlitebny.
- 1920 – Polsko-sovětská válka, 17. srpna 1920 byl Lvov polskou posádkou bráněn před postupující obrona Lwowa przed první jízdní armádou Sovětského svazu, kterou vedl Semjon Michajlovič Buďonnyj. Ten nakonec od plánu dobýt Lvov ustoupil po prohrané bitvě o přístupovou cestu na Lvov, ve které se proti němu postavilo 330 dobrovolníků (z nichž 318 padlo).
- 23. prosinec 1920 – ústava ze dne 3. prosince 1920 o dočasné organizaci vojvodství na území bývalého Království haličského a volyňského. Lvov dle ní získává statut hlavního města Lvovského vojvodství. Po Varšavě a Łódži je největším městem Polska.
- 1921 – otevření Východních trhů, které se konaly od tohoto roku každoročně mezi 5. a 15. zářím až do roku 1939
- 1921 – nepovedený atentát na Józefa Piłsudského
- 15. března 1923 konference velvyslanců potvrzuje východní část Haliče jako součást Polského státu
- 1926 – Ukrajinská vojenská organizace ve Lvově provádí atentát na Stanisłava Sobińskiého
- 1929 – ve Lvově (tehdejším hlavním městě Lvovského vojvodství, fungovaly 4 vysoké školy, 15 veřejných gymnázií (z toho dvě s ukrajinským vyučovacím jazykem), 16 soukromých gymnázií (z nichž byly dvě židovské a jedno německé), 45 veřejných základních škol a 23 soukromých
- 1930 – začátek vysílání rozhlasové stanice Polské Radio Lwów
- 16. července 1933 – první vysílání celopolského zábavního pořadu Wesoła Lwowska Fala
- 1934 – otevřen Hřbitov orlat
- 1934-1935 – ve Lvově fungovaly čtyři vysoké školy. V akademickém roku 1934 až 1935 v nich pracovalo na 169 profesorů, 176 externích spolupracovníků a 478 odborných asistentů. Početně bylo více vysokoškolských pracovníků tou dobou v Polsku pouze ve Varšavě):
  - Lvovská národní univerzita Ivana Franka,
  - Lvovská polytechnika, jejíž zemědělsko-lesnickou fakultu tvořila starší Akademia Rolnicza w Dublanach,
  - Veterinářská akademie ve Lvově
  - Vysoká škola zahraničního obchodu, později fungující pod jménem Akademie zahraničního obchodu
- 1936 – demonstrace nezaměstnaných, při které umírá ukrajinský dělník Władysław Kozak. Následkem toho proběhly další protesty, při kterých bylo zabitých 48 lidí
- 1936 – levicový kongres dělníků kultury
- 1938 – město Lvov bylo vyznamenané pamětní medailí 5. pluku legionářské pěchoty[7]
- květen 1939 – volby do městské rady Lvova[8] Před začátkem druhé světové války se Lvov demograficky skládal z 50% Poláků, 33% Židů a 15% Ukrajinců.[9]
- od 23. září 1939 do 29. června 1941 – na základě paktu Ribbentrop–Molotov byl Lvov pod sovětskou okupační správou a jako takový následně začleněn do Ukrajinské sovětské socialistické republiky, v ní jsou aktivní polští komunisté Wanda Wasilewska, Władysław Broniewski, Aleksander Wat a Halina Górska. Wasilewska je později dosazená do nejvyšší rady. Kruh polských komunistů také založil noviny - Czerwony Sztandar.
- 22. září 1939 – volby do lidových shromáždění Západní ukrajiny a Západního běloruska.
- 26. až 28. říjen 1939 – v budově lvovského divadla úřadovalo Národní shromáždění Západní ukrajiny Zgromadzenie Narodowe Ukrainy Zachodniej, které odhlasovalo rezoluci o připojení Západní ukrajiny k Ukrajinské SSR.
- 9. a 10. prosince 1939 – NKVD zatklo okolo dvou tisíc zaregistrovaných důstojníků polského vojska, kteří byli následně internováni v klášterním vězení na ulici Kazimierzowska – v takzvaných Brygidkách. Po několika týdnech byli odvezeni do SSSR.
- 21. prosinec 1939 – zřeknutí se polského złotého jako formální měny